# Kloster (Zweden)
Kloster is een plaats in de gemeente Hedemora in het landschap Dalarna en de provincie Dalarnas län in Zweden. De plaats heeft 67 inwoners (2005) en een oppervlakte van 9 hectare. De naam kloster betekent in het Nederlands klooster, de plaats ligt in de buurt van het Gudsberga klooster.